# Wink (Texas)
Wink è una città degli Stati Uniti d'America, situata nello Stato del Texas, nella Contea di Winkler.